# Bruno Méndez
Bruno Méndez Cittadini, né le 10 septembre 1999 à Montevideo (Uruguay), est un footballeur international uruguayen qui évolue au poste de défenseur central au Deportivo Toluca.

## Biographie

### En club
Méndez fait ses débuts professionnels avec les Montevideo Wanderers lors du Torneo Clausura 2017 de la Primera División uruguayenne. Il inscrit son premier but avec les Montevideo Wanderers le 21 octobre 2018 face au Club Atlético River Plate.

#### Corinthians
En février 2019, Méndez rejoint le club brésilien Corinthians, basé à São Paulo. Il y reçoit le numéro 14, jusqu'alors porté par Léo Santos (qui a rejoint Fluminense peu auparavant).
En juin 2019, Méndez obtient du temps de jeu, notamment en raison de l'absence du défenseur et capitaine d'équipe Fagner, parti à la Copa América. Ainsi, Méndez dispute son premier match avec le Corinthians le 9 juin 2019 face à Cruzeiro en rentrant en jeu pour Michel, puis obtient une place de titulaire pour le match suivant face au Santos FC.

### En équipe nationale
En août 2018, il est à deux reprises capitaine de la sélection des moins de 20 ans, contre le Maroc et la Russie. 
En novembre 2018, à la suite des nombreux forfaits de joueurs uruguayens (notamment des défenseurs centraux Diego Godín et José María Giménez), le sélectionneur Óscar Tabárez convoque le jeune Bruno Méndez pour deux matchs amicaux face au Brésil et la France. Méndez dispute donc son premier match avec la Celeste le 16 novembre 2018 face au Brésil (défaite 1-0), formant la charnière centrale uruguayenne aux côtés de Martín Cáceres.
Alors qu'il avait déjà été sélectionné en équipe nationale A, Méndez est rappelé  en janvier 2019 par Fabián Coito (en) pour disputer avec l'équipe d'Uruguay des moins de 20 ans le championnat CONMEBOL des moins de 20 ans. Méndez, capitaine d'équipe, mène son équipe à la troisième place du tournoi, ce qui la qualifiera pour la Coupe du Monde des moins de 20 ans 2019.
En mai 2019, il est sélectionné par le nouvel entraineur Gustavo Ferreyra (en) pour disputer la Coupe du monde des moins de 20 ans en Pologne. Portant le brassard de capitaine, Méndez remporte avec l'Uruguay les trois matchs de poules. Lors des huitièmes de finale face à l'Équateur, il empêche ses adversaires de marquer en bloquant un tir d'Alexander Alvarado de la main. Pour ce geste, il est sanctionné d'un carton rouge et les Équatoriens obtiennent un pénalty, pénalty transformé par Gonzalo Plata. L'équipe d'Uruguay est finalement éliminée sur le score de 1-3.